# 张外龙
张外龙（韓文：장외룡；1959年4月5日—），韩国退役足球运动员，足球教练，是首位执教J联赛球队的韩国人。

## 简介
张外龙是1980年代初韩国国家队的主力左后卫，曾参加1980年的亚洲杯。在1982年的尼赫鲁金杯赛中，他在和乌拉圭的比赛中打进他在国家队的唯一一个进球。1982年张外龙加入大宇皇家効力，1987年曾因伤短暂退役，1989年张外龙到日本加入实业球队鸟栖未来効力。
结束球员生涯之后，张外龙便在日本开始执教生涯，1999年10月，张外龙获得日本S级教练证书，是第一位获得日本最高级别教练证书的外国人 。
2000年张外龙担任川崎綠茵的主教练，2001-2003年张外龙又两次途中就任札幌冈萨多的主教练。
2004年，张外龙返回韩国出任仁川联的主教练。
2005年，张外龙率领刚成立两年的仁川联勇夺K联赛亚军，同年，他也当选为K联赛年度最佳教练。
2009年，张外龙重返日本出任大宫松鼠主教练，2010年4月由于大宫松鼠战绩不佳，张外龙辞主教练一职。 
2011年1月，中国足球超级联赛球队青岛中能宣布正式签约张外龙成为球队主教练。在张外龙的工作合同中规定，2011赛季青岛队必须打进中超前十名。2011赛季张外龙大胆启用新人，带领青岛中能在不被外界看好的情况下，以12胜9平9负积45分的战绩最终排名中超第6名，而45分积分也超越2008赛季的39分，创下了青岛队在中国足球顶级联赛的最高分。
虽然青岛中能在赛季结束后意图挽留合约到期的张外龙，但在2011年12月，大连阿尔滨官方宣布与张外龙签订三年合同，张外龙成为球队历史上第三任主教练。然而，中超四轮战罢，大连阿尔滨三平一负列联赛倒数第二，张外龙在外界的质疑中“由于个人和家庭原因”主动辞职。5月24日，张外龙正式和联赛排名垫底的青岛中能签约，重新回到青岛执教。
2015年12月7日，重庆力帆宣布张外龙出任新任主教练。2016赛季，张外龙率领球队获得第8名，随后一个赛季率领球队获得第10名，这两个赛季重庆力帆皆提前多轮保级成功。2017年12月10日，重庆力帆与张外龙友好协商解约。
2018年4月26日，河南建业宣布张外龙出任新任主教练。同年9月27日，河南建业宣布张外龙不再担任球队主教练，这次执教历时仅154日。